# Lloyd Michaels
Lloyd Michaels (auch Lloyd Michels; * 1943 als Lloyd Michael Bergman; † Mitte Januar 2014) war ein US-amerikanischer Swing- und Jazztrompeter (auch Piccolotrompete, Flügelhorn, Sopranflöte).

## Leben und Wirken
Michaels, der als Kleinkind an Asthma erkrankte, bekam von seinem Arzt das Trompetenspiel verordnet, um seine Lungen zu kräftigen. Er hatte Unterricht bei John Fabrizio, William Vacchiano, Trompeter beim New York Philharmonic, und Roy Stevens. Mit 19 Jahren wirkte er bei Si Zentners Hitsingle Up a Lazy River mit. 1965 wurde er (als Nachfolger von Bill Chase) Mitglied bei Woody Herman and His Orchestra, in dem er auch Roadmanager war. Nach seiner Rückkehr nach New York spielte er bei Clark Terry, der ihn an Thad Jones empfahl. Michaels wirkte bei Quincy Jones’ Album Walking in Space (1969) mit und war in den folgenden Jahren sporadisch im Duke Ellington Orchestra beschäftigt. Als Leadtrompeter spielte er in der Broadway-Show Sophisticated Ladies und in weiteren Broadway-Produktionen wie Jesus Christ Superstar sowie in der Off-Broadway-Produktion Sgt. Pepper’s Lonely Hearts Club Band on the Road am Beacon Theatre; ferner war er als Kontraktor und Musiker für die Bands Hines, Hines and und das Westbury Music Fair Orchestra tätig.
1974 gründete Michaels das Blechbläser-Septett Mistura; mit dem Funk-Titel The Flasher (1976) war die Band vor allem in England erfolgreich; die Instrumentalnummer gelangte auf # 23 der britischen Hitparade, wo sie zehn Wochen blieb.  1975 arbeitete er für die Big Band Machine von Buddy Rich. Michaels, der Mitte Januar 2014 im Alter von 70 Jahren starb, war außerdem an Aufnahmen von Paul Butterfield, Phyllis Hyman, Lee Konitz, Michael Mantler/Jazz Composer’s Orchestra (Communications, ECM/WATT 1968), Ernie Wilkins (Hard Mother Blues) und Charles Mingus (Charles Mingus and Friends in Concert, 1972), insgesamt im Bereich des Jazz zwischen 1967 und 1981 an 19 Aufnahmesessions beteiligt.